# Нордеберт
Нордеберт або Норберт (д/н — бл. 697) — мажордом Нейстрії і Бургундії в 688—695 роках.

## Життєпис
Зарізними версіями належавдо австразійської або бургундської знаті. Можливо брав участь у битві при Тертрі 687 року, де австразійський мажордо Піпін Геристальський переміг Теодоріха III, короля Нейстрії і Бургундії, та його мажордома Берхара. У 688 році останнього було вбито. Піпін, який не був впевненим в можливості контролювати підкорені королівства, призначив мажордомом Нейстрії та Бургундії Нордеберта.
Відомі декілька документів, в яких згадується ім'я Нордеберта: 1 листопада 691 року в хартії короля Хлодвіга III він названий королівським наближеним (лат. Optimaten); в грамоті від 28 лютого 693 року — графом Парижу, а в датованій 8 квітня 696 року дарчій короля Хільдеберта III — референдарієм.
Перед згадкою Нордеберта в документі 696 року Піпін Геристальский поставив новим мажордомом Нейстрії свого сина Ґрімоальда, а Бургундії — Дрогона. Можливо це сталося 695 року. Про причини і обставини цієї події точних відомостей в історичних джерелах не збереглося. Ймовірно на той час влада Піпіна достатньо зміцніла. натомість Нордеберт призначається герцогом Бургундії. Помер близько 697 року.